# Eudarcia dentata
Eudarcia dentata är en fjärilsart som beskrevs av Reinhardt Gaedike 2000. Eudarcia dentata ingår i släktet Eudarcia och familjen äkta malar. Inga underarter finns listade i Catalogue of Life.